# Sankt Leonhard im Forst
Sankt Leonhard im Forst war bis 2010 ein Gemeindeteil von Wessobrunn im oberbayerischen Landkreis Weilheim-Schongau.

## Geografie
Sankt Leonhard im Forst wurde als Pfarrdorf bezeichnet, es zählt seit 2010 zum neuen Gemeindeteil Forst. Der Ort liegt circa fünf Kilometer südlich von Wessobrunn in einer Moränenlandschaft.

## Geschichte
Nach einer Legende kam es um 1200 im Gebiet um Forst zu einer Pferdeseuche. Nachdem ein Pilger die Reliquien des Hl. Leonhard durch Forst trug, endete die Seuche abrupt. Seither soll hier der Hl. Leonhard verehrt werden. Historisch belegt ist, dass Forst zum Kloster Wessobrunn gehörte und Abt Leonhard I. Mitte des 15. Jahrhunderts jährlich einen Leonhardiritt abhalten und eine kleine Kirche errichten ließ.
Zwischen 1726 und 1735 wurde schließlich die heutige katholische Kirche errichtet.
Sankt Leonhard im Forst gehörte zur Gemeinde Forst, die am 1. Mai 1978 im Rahmen der Gebietsreform in Bayern nach Wessobrunn eingemeindet wurde, deren namensgebender Gemeindeteil aber die Einöde Forst 1,5 km weiter westlich war.

## Sehenswürdigkeiten
- Katholische Pfarr- und Wallfahrtskirche St. Leonhard im Forst von 1735

Siehe auch: Liste der Baudenkmäler in Sankt Leonhard im Forst